# Hervé Gaymard
Pour les articles homonymes, voir Gaymard.
Hervé Gaymard, né le 31 mai 1960 à Bourg-Saint-Maurice (Savoie), est un homme politique français. Il est membre des Républicains jusqu'en 2017.
Ancien député de la Savoie, il est président du conseil général puis départemental de la Savoie depuis 2008, fonction qu'il occupe auparavant de 1999 à 2002. Au niveau national, il est secrétaire d'État par deux fois dans les gouvernements d'Alain Juppé, puis ministre de l'Agriculture, de l'Alimentation, de la Pêche et des Affaires rurales de mai 2002 à novembre 2004. Il devient alors ministre de l'Économie, des Finances et de l'Industrie, mais est contraint à la démission en février 2005.

## Biographie

### Origines, études et famille
Son père, Aristide Gaymard, commerçant, fut conseiller municipal et chef de corps des sapeurs-pompiers[réf. nécessaire] de Bourg-Saint-Maurice. Affirmant que sa conscience politique est née à l'âge de 10 ans, le jour de la mort de Charles de Gaulle, il se considère comme gaulliste. Il adhère à l'UDR en 1975, puis au RPR lors de sa création en 1976 : militant en Savoie, il est également président de la section RPR de l'Institut d'études politiques de Paris au cours de ses études (1979-1981). Il a étudié le droit à l'université Panthéon-Sorbonne, il est également diplômé de l'Institut d'études politiques de Paris et ancien élève de l'École nationale d'administration, promotion Diderot (1986).
Outre son admiration pour le Général de Gaulle, Hervé Gaymard est par ailleurs un grand amateur de littérature, d'histoire et de bande dessinée. Il est l'auteur de plusieurs livres, dont un sur l'œuvre d'Alexandre Vialatte.
Marié à Clara Lejeune, présidente de GE France de 2006 à 2016 et vice-présidente de GE International, fille du professeur Jérôme Lejeune, il est père de neuf enfants : Philothée, Bérénice, Thaïs, Marie-Lou, Amédée, Eulalie, Faustine, Jérôme-Aristide, Angélico.

### Carrière professionnelle et politique
À sa sortie de l'ENA, il est affecté au ministère du Budget, comme administrateur civil successivement chargé des secteurs de la Défense, des PTT, de l'environnement et de l'aménagement du territoire. De 1990 à 1992, il est attaché financier pour le Proche et le Moyen-Orient auprès de l'ambassade de France du Caire en Égypte. Puis, de 1992 à 1993, il revient au ministère du Budget, comme chef du Bureau du financement des retraites.
Suppléant de Michel Barnier en 1993, il devient député quand celui-ci est nommé Ministre de l'environnement dans le gouvernement d'Édouard Balladur. En août 1994, Jacques Chirac lui demande de coordonner les équipes chargées de l'élaboration de son projet présidentiel. Lors de cette élection (1995), Michel Barnier soutiendra Édouard Balladur et Hervé Gaymard Jacques Chirac, sans que leurs relations n'en pâtissent.
Secrétaire d'État dans le gouvernement Juppé (1995-1997), ministre de l'Agriculture (2002-2004), il est nommé ministre de l'Économie, des Finances et de l'Industrie (2004-2005) dans le gouvernement Raffarin III, mais est contraint de démissionner à la suite de ce qu'il est convenu d'appeler l'« affaire Gaymard ».
Il est président (UMP, LR, puis DVD) du conseil général puis départemental de la Savoie depuis 2008.
Il a été président du conseil d'administration de l'Office national des forêts entre janvier 2010 et mars 2013.
En septembre 2014, il intègre l'équipe de campagne d'Alain Juppé, candidat à la primaire présidentielle Les Républicains de 2016. Il est notamment chargé de coordonner l'élaboration de son projet.
Pour respecter la loi sur le cumul des mandats, il renonce à se présenter aux élections législatives de 2017.
Il préside la Fondation Charles de Gaulle depuis 2018.
Le Parisien relève en 2019 que Hervé Gaymard préside le conseil départemental de Savoie, une activité normalement exercée à plein temps, tout en étant rémunéré pour plus de 7 500 euros nets mensuels par Bercy comme haut fonctionnaire.
Il est membre de l'Académie des sciences morales et politiques depuis 2022.

### Fonctions au sein de partis politiques
- Membre du Bureau politique du Rassemblement pour la République (RPR) (1995-2002)
  - Secrétaire national du RPR (1998-1999)
  - Membre du Comité politique du RPR (1998-2002) : en 1999, il soutient la candidature de Jean-Paul Delevoye à la présidence du mouvement.
- Membre du Bureau politique de l’UMP (2002-2005)
- Printemps 2006 : président de la fédération départementale de l'UMP depuis sa création en 2002, Hervé Gaymard renonce à briguer un second mandat. C'est Dominique Dord, député-maire d'Aix-les-Bains qui lui succédera. Hervé Gaymard expliquera à l'occasion de cette élection interne, dans un courrier à l'ensemble des militants UMP de Savoie, qu'il avait été « lâché » au cours de l'affaire de son appartement par un grand nombre de responsables et ministres du mouvement UMP, faisant localement une allusion à peine voilée à Michel Bouvard, vice-président du conseil général de la Savoie et député. Il précisait aussi dans ce courrier que l'affaire avait été rendue publique par des membres de son propre parti (UMP).

En février 2013, dans le cadre de la "direction partagée" entre Jean-François Copé et François Fillon (dont il a été un soutien), il devient l'un des vice-présidents de l’UMP, lors d'une seconde vague de nominations, après celle de janvier, en plus du vice-président délégué Luc Chatel, en poste depuis novembre 2012.
Aux élections municipales de 2014, il est présent en dernière position (place inéligible) sur la liste UMP menée par Martine Berthet à Albertville ; il s'agit du premier scrutin municipal où il est candidat. Celle-ci gagne l'élection.

### Fonctions électives
Pays de Tarentaise
Mars 2005élu le 3 mars 2005 président de l'Assemblée du Pays de Tarentaise Vanoise (regroupant 43 communes)
Conseil général / départemental
- Mars 1994 : élu conseiller général du canton de Moûtiers en Savoie, réélu en 2001 et 2008.
- À la suite de la réforme territoriale et du redécoupage des cantons en 2014, il change de canton et se présente lors des élections départementales de 2015 dans le Canton d'Albertville-1 en binôme avec la maire d'Albertville, Martine Berthet. Ils sont élus au second tour avec 60,68% des voix.
- Septembre 1999 : élu président du conseil général de la Savoie. Il cesse d'occuper ce poste en mai 2002 à la suite de sa nomination au gouvernement. Le sénateur Jean-Pierre Vial est désigné pour lui succéder. Il demeure cependant vice-président du conseil général et reprend son fauteuil de président du conseil de la Savoie en 2008. Il est réélu à cette fonction en 2011 au bénéfice de l'âge.
- Avril 2015 : réélu président du conseil départemental de la Savoie (par 30 voix et 8 abstentions).

Conseil régional
- Mars 2004 : élu conseiller régional de Rhône-Alpes, il prend la présidence du groupe UMP. À ce titre, il cosigne un communiqué commun aux autres groupes politiques de la région Rhône-Alpes dénonçant les propos de Bruno Gollnisch sur la Shoah. Ce qui lui a valu, à l'instar des autres signataires, d'être mis en examen, puis renvoyé devant le tribunal correctionnel de Lyon pour diffamation. Il sera relaxé en première instance le 18 janvier suivant. Réélu député de la Savoie le 10 juin 2007, il démissionne de son mandat régional en juillet 2007 pour se conformer aux dispositions relatives au cumul des mandats.

Assemblée nationale
- mars 1993 : accède à l'Assemblée nationale en tant que député (RPR) de la deuxième circonscription de la Savoie, après la nomination, au gouvernement, de Michel Barnier, dont il était le suppléant,
- juin 1997 : élu député (RPR) de la 2e circonscription de la Savoie,
  - mai 1993 - juin 2002 : membre de la Commission des finances, de l'économie générale et du Plan,
  - octobre 1993 - février 1994 : nommé parlementaire en mission par le Premier ministre Édouard Balladur, il rédige un rapport sur le droit à la « pluriactivité »,
  - février 1994 - juin 1995 : membre de la Commission spéciale chargée d'examiner deux projets de loi sur la bioéthique,
  - mars 1998 - juillet 1998 : membre de la Commission spéciale chargée d'examiner le projet de loi d'orientation relatif à la lutte contre l'exclusion,
  - octobre 1999 - avril 2000 : membre de la Commission d'enquête sur la transparence et la sécurité sanitaire de la filière alimentaire en France,
  - octobre 2000 - juin 2002 : membre de la Commission spéciale chargée d'examiner la proposition de loi organique relative aux lois de finances,
  - Vice-président du groupe d'études sur la Protection sociale,
  - Président du Groupe d'amitié France-Somalie,
  - Président du Groupe d'études France-Érythrée.
- juin 2002 : réélu député (RPR)  de la 2e circonscription de la Savoie, son suppléant Vincent Rolland le remplace après sa nomination comme ministre de l'Agriculture.
- juin 2007 : réélu député (UMP) de la 2e circonscription de la Savoie au 1er tour de scrutin.
- juin 2012 : réélu député (UMP) de la 2e circonscription de la Savoie dès le 1er tour de scrutin.

Autre
- février 2013 - 15 juin 2014 : vice-président de l'UMP
- mars 2022 : élu membre de l'Académie des sciences morales et politiques[8]

#### Action
Spécialiste des questions liées au monde de l'édition, il est l'un des artisans de la loi sur les livres indisponibles et propose de taxer la revente des livres d'occasion. Il est révélé en mai 2013 qu'il est administrateur de Dargaud depuis 2008, ce que certains observateurs considèrent comme un conflit d'intérêts.

### Fonctions ministérielles

#### Parcours
- 17 mai 1995 - 7 novembre 1995 : secrétaire d'État chargé des Finances (gouvernement Alain Juppé (1))
- 7 novembre 1995 - 2 juin 1997 : secrétaire d'État chargé de la Santé et de la Sécurité sociale (gouvernement Alain Juppé (2))
- 7 mai 2002 - 29 novembre 2004 : ministre de l'Agriculture, de l'Alimentation, de la Pêche et des Affaires rurales (gouvernement Jean-Pierre Raffarin (1), gouvernement Jean-Pierre Raffarin (2), gouvernement Jean-Pierre Raffarin (3))
- 29 novembre 2004 - 25 février 2005 : ministre de l'Économie, des Finances et de l'Industrie (gouvernement Jean-Pierre Raffarin (3))

#### L'affaire Gaymard
Le 16 février 2005, une polémique éclate à la suite d'un article du Canard enchaîné, suivi par de nouvelles révélations de Libération et du Parisien, sur le coût et l'importance de la surface de l'appartement de fonction de M. Gaymard. Le journal révèle qu'Hervé Gaymard, son épouse Clara et leurs huit enfants sont logés dans un duplex privé de 600 m2 près de l'avenue Montaigne, loué par l'État au prix de 14 000 € par mois. À la suite de ce qui est devenu l'affaire Gaymard, le Premier ministre Jean-Pierre Raffarin instaure des règles précises sur la surface des logements de fonction des membres du gouvernement pris en charge par le budget de l'État et le ministre annonce son départ de l'appartement.
Mais la polémique continuant, le 25 février 2005 Hervé Gaymard démissionne de son poste de ministre de l'Économie, des Finances et de l'Industrie. Il est remplacé par Thierry Breton.
Il a précisé par la suite son patrimoine personnel, étant propriétaire d'un appartement de 200 m2 à Paris, d'une maison familiale de deux appartements à Bourg-Saint-Maurice en Savoie ainsi que de sa permanence parlementaire dans ce même département.
Le 26 août 2005, il retrouve son poste d'administrateur civil hors classe au ministère des Finances. Il est alors chargé par le Premier ministre, Dominique de Villepin, d'une mission sur la politique française vis-à-vis des pays émergents.
En septembre de la même année, pour respecter l'engagement pris publiquement au moment de sa démission, il remboursera la somme de 58 894 € correspondant aux dépenses engagées lors de son installation dans l'appartement de fonction de la rue Jean-Goujon et aux loyers versés par l'État .

### Travail législatif et controverses sur un conflit d'intérêts
Hervé Gaymard se spécialise à l'assemblée sur les textes législatifs touchant aux métiers de l'édition. Il est le promoteur de la loi sur les livres indisponibles adoptée à l'Assemblée le 22 février 2012, qui redonne aux éditeurs, sous certaines conditions, des droits sur les livres parus avant le 31 décembre 2001 et qui ne sont plus commercialisés. Il est favorable à une TVA réduite pour les livres numériques et est à l'origine d'un régime dérogatoire favorable aux libraires ,.
Il est de plus le promoteur de la taxation du marché des livres d'occasion. Le 6 mai 2013, le site rue89 révèle qu'Hervé Gaymard siège au conseil d'administration du groupe Dargaud depuis 2007. Ces liens n'ont pas été rendus publics auparavant, d'après le journal en ligne qui dénonce un conflit d'intérêts. Contacté par LeMonde.fr, Hervé Gaymard confirme son rôle au sein de l'éditeur mais répond n'avoir « jamais touché le moindre euro de la part de Dargaud. »
Il est à l'origine d'une remise en cause du résultat négatif du référendum sur la Collectivité territoriale d'Alsace avec le projet de loi concernant la « modernisation de l’action publique territoriale » et l’« affirmation des métropoles », et l'amendement no 745 à l'initiative du député Gaymard supprimant ainsi l'obligation de la consultation référendaire pour modifier la taille des collectivités territoriales.

## Décorations
- Commandeur de l'ordre du Mérite agricole ex officio, en tant que ministre de l'Agriculture, président du conseil (2002)[19]
- Commandeur de l'ordre du Mérite maritime ex officio, en tant que ministre de la Pêche (2002)[20]
- Prix de l'appel du 18 Juin 2012[21]

## Ouvrages
- Pour le droit à la pluriactivité, rapport au Premier ministre Édouard Balladur, 1994
- Pour Malraux. - Table Ronde, 1996 -  (ISBN 2-7103-0762-6), réédité en 2006.
- Engagement politique et nation, lu le 18 juin 2001, devant l'Académie des sciences morales et politiques
- La Route des Chapieux : la politique et la vie, Fayard, 2004. -  (ISBN 2-213-62133-0).
- Un nouvel usage du monde. - Mille et Une Nuits, 2006.
- Pour le livre : Rapport sur l'économie du livre et son avenir, Gallimard, 2009  (ISBN 978-2070126576)
- Le Fil de l'épée, présentation de l'ouvrage de Charles de Gaulle, Perrin, 2010,  (ISBN 978-2-262-03383-5)
- Nation et engagement, CNRS, 2010  (ISBN 978-2-271-06977-1)
- Bonheur et grandeurs. Ces journées où les français ont été heureux, Perrin, 2015.

- Prix Montyon 2016 de l’Académie française
- Prix du Nouveau Cercle de l'Union
- La Discorde chez l'ennemi, présentation de l'ouvrage de Charles de Gaulle, Perrin, 2018.
- Un Homme en guerres. Voyage avec Bernard B. Fall, Les Équateurs, 2019  (ISBN 978-2849906668).

- Prix Jean-Sainteny 2020 de l’Académie des sciences morales et politiques
- Demain la Ve République ?, avec Arnaud Teyssier, Perrin, 2022.